# Zdenka Fassbenderová
Zdenka Anna Fassbenderová, německy Zdenka Faßbender, též Zdenka Hanfstaengl (12. prosince 1879 Děčín – 14. března 1954 Mnichov), byla česko-německá operní pěvkyně (sopranistka).

## Život
Navštěvovala Pražskou konzervatoř, studovala zde pódiový zpěv (u Sophie Loewe-Destinnové). V roce 1899 debutovala v Hoftheater Karlsruhe jako Rachel v Židovce od Fromentala Halévyho. Brzy dosáhla úspěchu jako interpretka vysoce dramatických rolí.
7. června 1903 se ujala titulní role na premiéře opery Friedricha Klose Ilsebill. V Karlsruhe se seznámila s dirigentem Felixem Mottlem, který byl v roce 1904 jmenován do Mnichovské dvorní opery, Fassbenderová ho tam v roce 1905 následovala.
V Mnichově byla Mottlovou partnerkou, ale provdala se za něj až na smrtelné posteli v roce 1911, protože jeho první manželka Henriette Mottl-Standthartnerová nesouhlasila s rozvodem. Po jeho smrti uzavřela v roce 1920 druhé manželství s uměleckým vydavatelem Edgarem Hanfstaenglem (1883–1958).
Fassbenderová byla léta jednou z nejvýraznějších zpěvaček v Mnichovské dvorní opeře, od roku 1918 známé jako Bavorská státní opera. Byla považována zejména za vynikající wagnerovskou interpretku, např. Venuše v Tannhäuserovi, Ortrud v Lohengrinovi, Isolda v Tristanovi a Isoldě, Brünnhilda v Prstenu Nibelungově a Kundry v Parsifalovi. Další významné role zpívala jako Santuzza v Cavalleria rusticana, Ifigenie v Gluckově Ifigenie z Taurisu, Alceste od Glucka, Valentýna v Hugenotech od Meyerbeera, Dido v Les Troyens od Berlioze, Kateřina ve Zkrocení zlé ženy od Hermanna Goetze, Minneleide z opery Die Rose vom Liebesgartene od Hanse Pfitznera, Gundula v opeře  Der Bergsee od Julia Bittnera a Leonore v Beethovenově Fideliovi.
Když chtěl Richard Strauss v roce 1909 v Mnichově uvést svou operu Elektra, ujala se Faßbenderová na jeho přání titulní role. Objevila se také v mnichovských premiérách oper Tiefland Eugena d'Alberta (1908, jako Martha), Tosca (1909, titulní role), Růžový kavalír (1911, jako Marschallin), Der arme Heinrich od Hanse Pfitznera (1913, jako Hilde ) a Mona Lisa od Maxe von Schillings (1917, titulní role).
Hostování ji zavedlo do Vídeňské dvorní opery (1904), Berlínské dvorní opery (1909) a často do Stuttgartu, dvorních divadel ve Wiesbadenu a Mannheimu a kolínské opery. Zúčastnila se také Wagner-Mozart Festival od roku 1907 do roku 1910. V letech 1910 a 1913 zpívala Elektru a Isoldu v Londýně pod vedením sira Thomase Beechama a v letech 1912 až 1914 v představeních cyklu Prsten v Théâtre de la Monnaie v Bruselu.
V roce 1924 oznámila svůj odchod z jeviště. V roce 1928 se znovu objevila v Mnichovské státní opeře jako Elektra. Do roku 1931 byla členkou Státní opery. Zdenka Fassbenderová je pohřbena na starém hřbitově v Tutzingu.